# Régime de spécialité législative
En droit français, le régime de spécialité législative, ou de spécialité de législation, est un régime législatif.

## Historique

### De 1790 à l'an VIII

#### Maintien du principe de la spécialité par l'Assemblée nationale constituante
La Constituante décide de maintenir le régime de spécialité à l'égard des colonies. Elle déclare, dans un décret du 8 mars 1790, ne pas vouloir « les comprendre dans la Constitution qu'elle a décrétée pour le Royaume et les assujettir à des lois qui pourraient être incompatibles avec leurs convenances locales et particulières ». À leur égard, la Constituante pose des principes distincts dans par un décret du 24 septembre 1791. Celui-ci effectue un partage d'attributions entre la Constituante, d'une part, et les assemblées coloniales électives établies en 1790. L'Assemblée législative statue sur certaines questions, relatives notamment au régime extérieur des colonies, à la défense, au régime commercial et à l'organisation de la justice. Toutes les autres matières sont placées dans la compétence des assemblées locales.

### De l'an VIII à 1830

#### Rétablissement du principe de la spécialité par le Consulat
Le principe de la spécialité est rétabli par le Consulat. La Constitution du 22 frimaire an VIII (13 décembre 1799) déclare, en son article 91, que « le régime des colonies est déterminé par des lois spéciales ». Une loi du 30 floréal an X donne compétence, en cette matière, au pouvoir exécutif. Puis, le sénatus-consulte organique du 16 thermidor an X charge le Sénat de régler « la constitution des colonies ». Mais l'acte ainsi prévu n'intervient pas.

#### Maintien du principe de spécialité sous la Restauration
La spécialité législative est maintenue par la charte du 4 juin 1814 qui dispose, dans son article 73, que « les colonies seront régies par des lois et des règlements particuliers ».

### De 1848 à 1854

#### Suppression du principe de la spécialité par la Constitution du 4 novembre 1848
En 1848, les constituants marquent leur intention de revenir à l'identité législative qu'avait posée la Convention. La Constitution du 4 novembre 1848 dispose, en son article 109, que « le territoire de l'Algérie et des colonies est déclaré territoire français, et sera régi par des lois particulières jusqu'à ce qu'une loi spéciale les places sous le régime de la présente Constitution ». Mais la loi spéciale ainsi prévue n'intervient pas.